# ラグビーフィリピン代表
ラグビーフィリピン代表（タガログ語: Pambansang koponan ng rugby ng Pilipinas）は、フィリピンラグビー協会によるラグビーユニオンのナショナルチームである。

## 主な選手
- オリバー・サンダーズ
- カイ・ストローム
- ガレス・ホルゲート
- ジェイク・レッツ（元・釜石シーウェイブス）
- ジェームス・プライス（元・トヨタ自動車ヴェルブリッツ）
- ジャスティン・コベニー
- パトリス・オリビエ
- ベンジャミン・ソーンダース
- マット・サンダース